# Мира Сардоч
Мира Сардоч (Шентиљ в Словенских Горицах, 27. март 1930 — Љубљана, 4. септембар 2008) је била југословенска и словеначка филмска и позоришна глумаца.

## Биографија
Мира Сардоч је рођенa у Шентиљу у словеначкој Горици, 17 километара од Марибора у правцу границе са Аустријом. 
Већ у свом родном граду долази у контакт са позориштем као девојчица од четири године у аматерским представама. 1941. године је са породицом депортована у Србију. У Србији похађа средњу школу у Аранђеловцу и полаже испите прве класе приватне академије у Ваљеву. у Словенију се враћа 1945. и уписује Економски ТЕХНИКУМ у Марибору. Године 1948. успешно завршава школу и конкурише за посао у банци у Сарајеву. Захев је одбијен па се пријављује на пријемни испит на АИУ (данас Академији за позориште, радио, филм и телевизију) у Љубљани.
На Академији студира драму у класи Марије Вјере а потом код Виде Јуван. Након дипломирања добија ангажман у драмском Словенском народном гледалишчу у Марибору. После три успешне сезоне у Марибору прихвата ангажман у МГЛ. Након неколико сезона у МГЛ постаје стални члан Словеначког позоришта у Трсту (данас словеначки Стални театар).
У Трсту је радила до одласка у пензију 1990. године. Мира Сардоч је одиграла  више од 200 улога у позоришту и на десетак на филму, како југословенском тако и у италијанском.

## Филмографија
|                   | 1950 | 1960 | 1970 | 1980 | 1990 | Укупно |
| ----------------- | ---- | ---- | ---- | ---- | ---- | ------ |
| Дугометражни филм | 2    | 6    | 0    | 0    | 2    | 10     |
| ТВ филм           | 0    | 0    | 1    | 0    | 0    | 1      |
| Укупно            | 2    | 6    | 1    | 0    | 2    | 11     |

| Год.     | Назив                     | Улога                |
| -------- | ------------------------- | -------------------- |
| 1950.-те |                           |                      |
| 1955     | Три приче                 | Ленчка               |
| 1959     | Три четвртине Сунца       | Марија               |
| 1960.-те |                           |                      |
| 1960     | Веселица                  | Мара                 |
| 1961     |                           | Саира                |
| 1961     | Узаврели град             | Супруга монтера Луке |
| 1962     | Рана јесен                | Ева                  |
| 1964     | Прометеј с отока Вишевице | Матина супруга       |
| 1965     | Гласам за љубав           | /                    |
| 1970.-те |                           |                      |
| 1977     |                           | Мајка                |
| 1990.-те |                           |                      |
| 1993     | Кад затворим очи          |                      |
| 1997     |                           | Анита                |